# Melinoessa eurycrossa
Timana eurycrossa là một loài bướm đêm trong họ Geometridae.